# Opisthocosmiinae

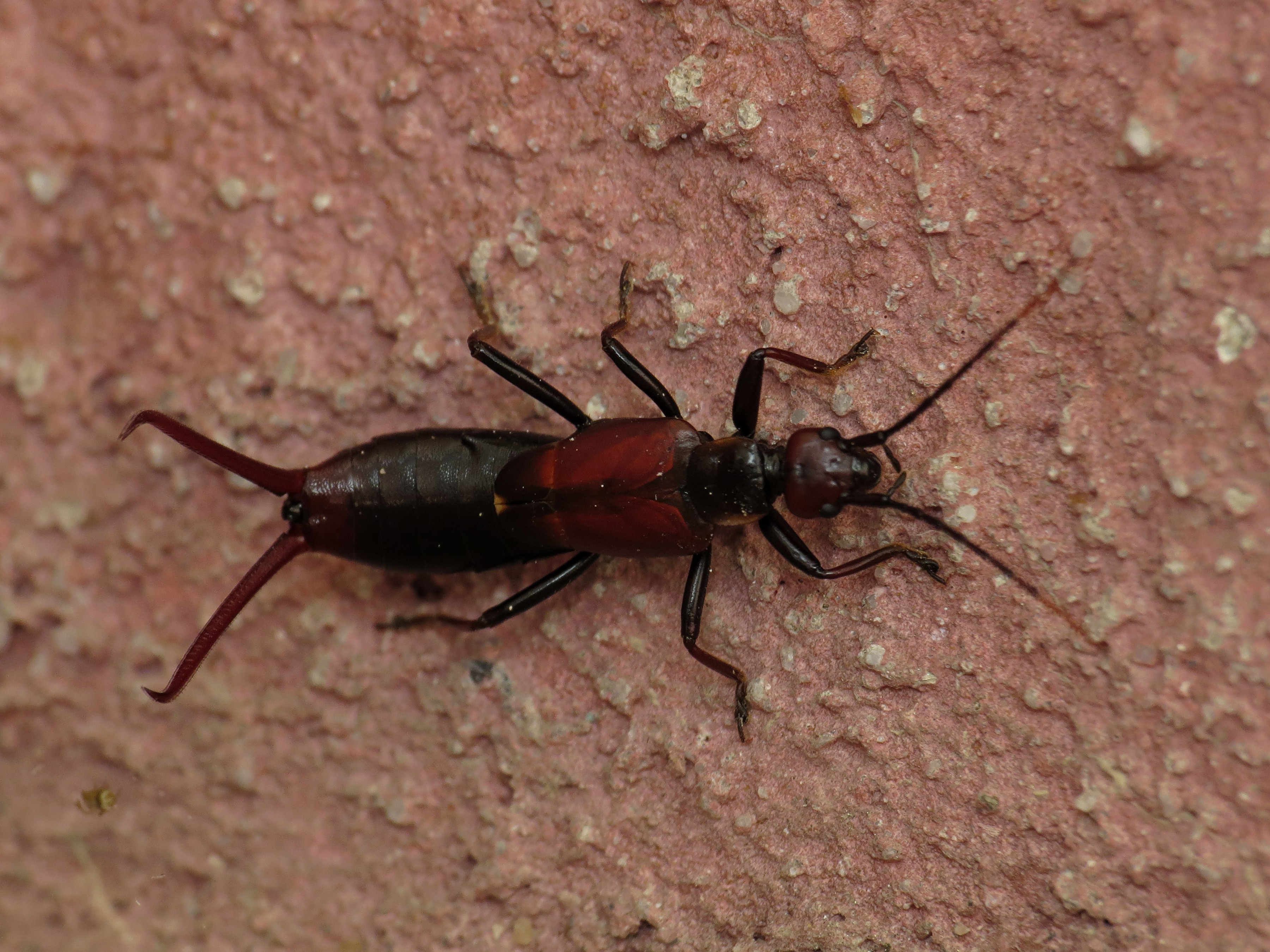
Samica Timomenus komarowi

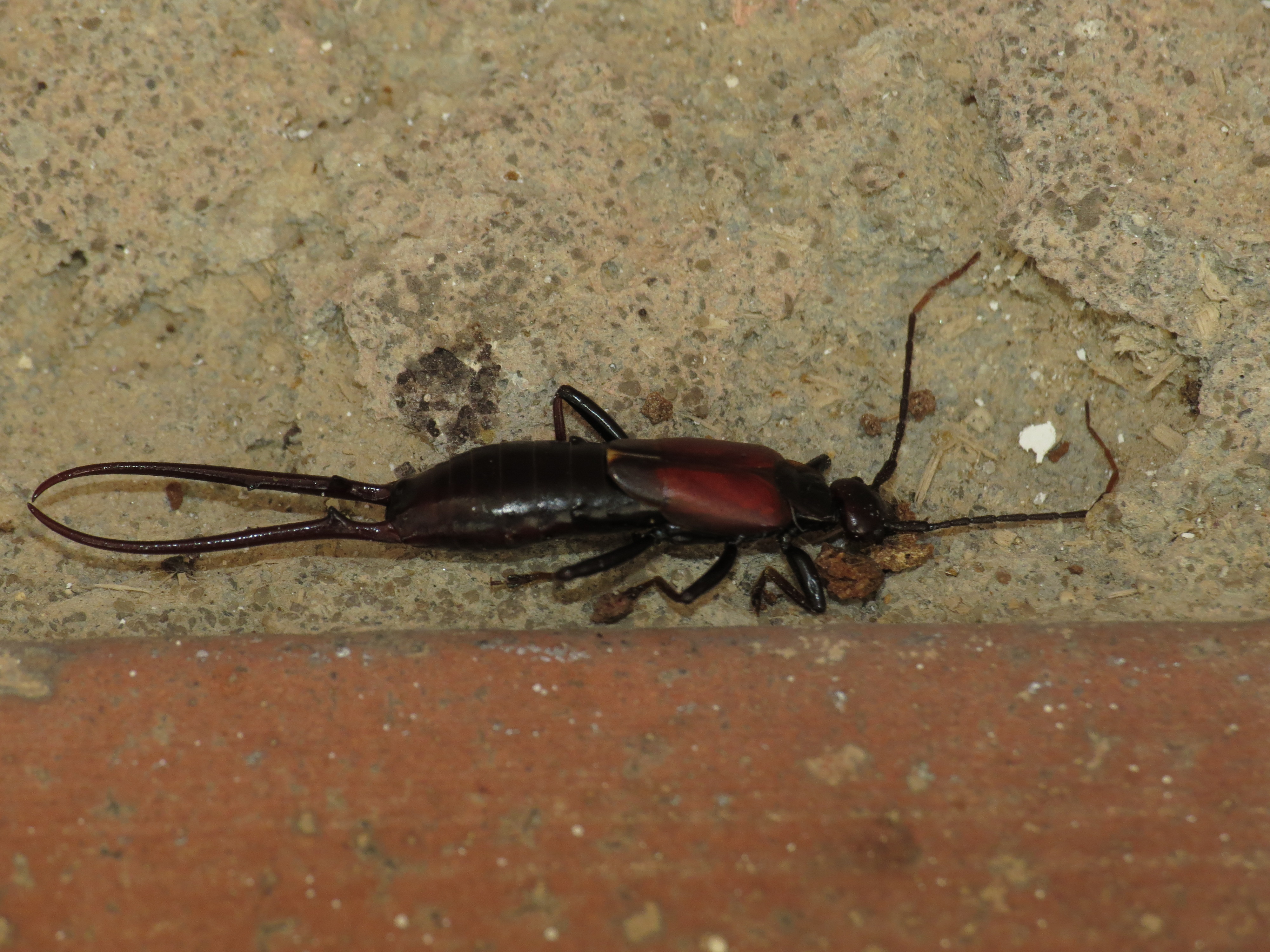
Samiec Timomenus komarowi

Opisthocosmiinae – podrodzina skorków z podrzędu Neodermaptera i rodziny skorkowatych.
Czułki zbudowane są bardzo długich i bardzo cienkich członów, z których pierwszy jest co najmniej tak długi jak rozstaw czułków. Trzonek czułka może być spłaszczony, podwójnie żeberkowany, silnie przewężony u nasady lub normalnie wykształcony i walcowaty. Pokrywy (tegminy) mogą być rozmaicie wykształcone, ale ich krawędzie boczne zawsze pozbawione są podłużnych listewek lub kili. U Sondax pokryw brak zupełnie, u Parasondax są szczątkowe i zredukowane do bocznych klapek, u Syntonus i Parasyntonus skrócone, a u pozostałych rodzajów dobrze lub całkowicie rozwinięte. Tylnych skrzydeł brak zupełnie. Śródpiersie jest mniej więcej tak szerokie jak długie, kwadratowe w zarysie. Odnóża są długie i smukłe. Golenie tylnej ich pary po rozciągnięciu wzdłuż ciała sięgają do poziomu nasady szczypiec lub dalej. Wydłużony, zwykle pośrodku rozszerzony odwłok ma w przypadku samca ostatni z tergitów o formie trapezowatej i dość spłaszczonej lub opadającej. Przysadki odwłokowe przekształcone są w cienkie i wydłużone szczypce, które u samców są szeroko rozstawione i w różny sposób uzbrojone. Narządy genitalne są stosunkowo szerokie i dysponują relatywnie dużych rozmiarów paramerami zewnętrznymi.
Przedstawiciele podrodziny zasiedlają tropikalne rejony Afryki, Azji i Ameryki.
Takson ten wprowadzony został w 1902 roku przez Karla Wilhelma Verhoeffa. Należy doń 18 rodzajów:
- Acanthocordax Günther, 1929
- Chaetocosmia Nishikawa, 1973
- Cipex Burr, 1910
- Cordax Burr, 1910
- Eparchus Burr, 1907
- Eutimomena Bey-Bienko, 1970
- Hypurgus Burr, 1907
- Neoopisthocosmia Steinmann, 1990
- Opisthocosmia Dohrn, 1865
- Parasondax Srivastava, 1978
- Parasyntonus Steinmann, 1990
- Paratimomenus Steinmann, 1974
- Pareparchus Burr, 1911
- Prosadiya Hebard, 1923
- Sondax Burr, 1910
- Spinosocordax Steinmann, 1988
- Syntonus Burr, 1910
- Timomenus Burr, 1907